# Thomas Cranley Onslow
Pour les articles homonymes, voir Onslow.
Thomas Cranley Onslow (7 octobre 1778 - 7 juillet 1861), de Stoke Park, Guildford et Upton House, Hampshire, est un homme politique britannique et officier de l'armée britannique.

## Biographie
Il est le deuxième fils de Thomas Onslow, 2e comte d'Onslow. Onslow sert dans les Scots Fusilier Guards, atteignant le grade de Lieutenant-colonel. Il est affecté à la garnison de Cadix en tant que capitaine en 1810. Le 15 mars 1812, il succède à son père comme colonel de la 2e milice royale du Surrey, poste qu'il occupe jusqu'à sa démission le 14 août 1852.
Il épouse Susannah Elizabeth Hillier (décédée le 26 mars 1852), cohéritière de Nathaniel Hiller de Stoke Park, le 28 mai 1813, et ils ont plusieurs enfants:
- George Augustus Cranley Onslow (1813–1855), épouse Mary Harriet Anne Loftus en 1848, père de William Onslow, 4e comte d'Onslow
- Guildford Onslow (1814–1882), plus tard Mainwaring-Ellerker-Onslow, épouse sa cousine éloignée Rosa Anna Onslow en 1838
- Lieutenant-colonel Arthur Edward Onslow (1815–1897), plus tard Mainwaring-Ellerker-Onslow, épouse Margaret Anne Ferrers en 1846
- Thomas Frederick Onslow (15 janvier 1821 - 15 juillet 1883)
- Charles? Townshend Onslow (30 mai 1822 - 28 février 1823)
- Susannah Augusta Arabella Onslow (8 novembre 1816 - 12 juin 1899)
- Elizabeth Harriet Onslow (17 octobre 1817 - 19 juillet 1824)
- Harriet Charlotte Matilda Onslow (20 avril 1826 - 11 juillet 1885)